# Савочкина, Мария Сидоровна
Мария Сидоровна Савочкина (11 июня 1905 — 20 марта 1982) — передовик советского сельского хозяйства, заведующая свиноводческой товарной фермой колхоза «Память Ильича» Сараевского района Рязанской области, Герой Социалистического Труда (1960).

## Биография
Родилась в 1905 году на территории Рязанской губернии в крестьянской русской семье.
Работала на должности заведующей свиноводческой фермой колхоза «Память Ильича» в селе Можары Сараевского района Рязанской области. В 1957 году за успехи в работе была представлена к награждению орденом Ленина.
«За выдающиеся успехи, достигнутые в деле увеличения в 1959 году производства мяса в колхозах и совхозах в 3,8 раза и продажи мяса государству в целом по области в три раза больше чем в 1958 году, увеличения производства и продажи государству также других сельскохозяйственных продуктов», указом Президиума Верховного Совета СССР от 8 января 1960 года Марии Сидоровне Савочкиной было присвоено звание Героя Социалистического Труда с вручением ордена Ленина и медали «Серп и Молот».
Этим Указом звание присвоено 32 партийным и советским работникам Рязанской области.
Продолжала и дальше трудиться в сельском хозяйстве до выхода на заслуженный отдых. Избиралась депутатом Рязанского областного совета депутатов трудящихся.
Проживала в городе Таганроге Ростовской области. Умерла 20 марта 1982 года. Похоронена Николаевском кладбище Таганрога.

## Награды
За трудовые успехи была удостоена:
- золотая звезда «Серп и Молот» (08.01.1960);
- два ордена Ленина (07.02.1957, 08.01.1960);
- другие медали.